# Монтур (Нью-Йорк)
Монтур (англ. Montour) — місто (англ. town) в США, в окрузі Скайлер штату Нью-Йорк. Населення — 2323 особи (2020).

## Демографія
Згідно з переписом 2010 року, у місті мешкало 2308 осіб у 1036 домогосподарствах у складі 588 родин. Було 1158 помешкань
Расовий склад населення:
| - 97,1 % — білих - 0,7 % — чорних або афроамериканців - 0,3 % — азіатів - 0,1 % — корінних американців |

До двох чи більше рас належало 1,5 %. Частка іспаномовних становила 1,3 % від усіх жителів.
За віковим діапазоном населення розподілялося таким чином: 19,7 % — особи молодші 18 років, 58,2 % — особи у віці 18—64 років, 22,1 % — особи у віці 65 років та старші. Медіана віку мешканця становила 46,8 року. На 100 осіб жіночої статі у місті припадало 92,5 чоловіків;  на 100 жінок у віці від 18 років та старших — 89,6 чоловіків також старших 18 років.
Середній дохід на одне домашнє господарство  становив 53 331 долар США (медіана — 44 116), а середній дохід на одну сім'ю — 66 657 доларів (медіана — 66 750). Медіана доходів становила 50 163 долари для чоловіків та 40 313 долари для жінок. За межею бідності перебувало 20,7 % осіб, у тому числі 29,7 % дітей у віці до 18 років та 10,3 % осіб у віці 65 років та старших.
Цивільне працевлаштоване населення становило 1014 осіб. Основні галузі зайнятості: освіта, охорона здоров'я та соціальна допомога — 31,6 %, виробництво — 20,0 %, роздрібна торгівля — 14,6 %.